# Brittney Savage
Brittney Savage (Brooklyn, 29 aprile 1987) è una wrestler statunitense che ha anche lavorato sotto il ring name Brooke Carter.
Attualmente lavora nel circuito indipendente. Brittney ha lottato per federazioni come l'American Championship Entertainment, National Wrestling Superstars, World Xtreme Wrestling e Women Superstars Uncensored.

## Carriera
La Savage è diventata una fan di wrestling quando era ancora alle medie e ha poi iniziato ad allenarsi. Ha fatto il suo debutto nel novembre 2008. Nel dicembre del 2008 Brittney ha fatto il suo debutto per l'American Championship Entertainment come manager di Danny DeManto. Brittney Savage ha debuttato per la World Xtreme Wrestling di Wild Samoan Afa come Brooke Carter e nel suo match di debutto ha sconfitto Jana.

### Women Superstars Uncensored

#### Brooke Carter (2009)
La Savage ha fatto il suo debutto per la Women Superstars Uncensored (WSU) sotto il nome di Brooke Carter, facendo coppia con Reyna Fire contro Melissa Coates e Trixxie Lynn, perdendo. Nella WSU Brooke ha formato un tag team con Miss April, conosciute come The AC Express. Il 7 febbraio 2009 The AC Express ha sconfitto le Beatdown Betties (Roxie Cotton e Annie Social) diventando le WSU Tag Team Champions. Un mese dopo, il 7 marzo, hanno sconfitto le Beatdown Betties in un rematch mantenendo i loro titoli. Il 10 aprile 2009 Brooke ha partecipato al Women's J-Cup Tournament, ma è stata sconfitta da Rain nel primo turno. The AC Express ha mantenuto i titoli fino a quando Miss April ha firmato un contratto con la WWE, così la WSU ha concesso a Brooke di scegliere un rimpiazzo e ha scelto Alicia. La Carter e Alicia hanno perso i titoli contro Hailey Hatred e Jessicka Havok il 22 agosto 2009 all'evento "As the World Turns".

#### Brittney Savage (2009-Presente)
Il 3 ottobre 2009 Jessicka Havok & Hailey Hatred hanno sconfitto Alicia e Brooke Carter mantenendo i WSU Tag Team Titles e dopo il match Brooke Carter ha attaccato Alicia e ha rivelato di essere alleata con il manager Rick Cataldo. Brooke ha poi ambiato il suo nome in "Brittney Savage" e ha iniziato a pestare Alicia fin quando Becky Bayless non l'ha salvata. Il 10 ottobre 2009 Brittney Savage ha sconfitto Becky Bayless e Latasha in un Triple Threat Match vincendo per la prima volta il WSU Spirit Championship. Il 12 dicembre 2009 Brittney l'ha perso contro Alicia ma è riuscita a ricatturarlo dopo un'interferenza di Rick Cataldo. Brittney ha perso nuovamente il titolo contro Alicia in un Triple Threat Match che ha visto la partecipazione di Brittany Force. ma ha rivinto la cintura nella stessa giornata. Il 5 novembre 2010 Brittany Savage ha mantenuto con successo lo Spirit Championship contro Divina Fly. Il 15 gennaio 2011 Brittney ha fatto coppia con Rick Cataldo e ha sfidato le Belle Saints per i WSU Tag Team Titles ma non sono riusciti a vincerli. Allo show del 4º Anniversario la Savage ha perso lo Spirit Championship contro Sassy Stephanie. Brittney Savage ha poi partecipato al Women's J-Cup Tournment del 2011 dove è riuscita a sconfiggere Cindy Rogers e Jana nei primi due turni. Nelle finali Brittney ha sconfitto l'allora Spirit Champion Sassy Stephie ottenendo una title shot al WSU Championship di Mercedes Martinez il 25 giugno 2011.
Ha anche fatto un'apparizione per la World Wrestling Entertainment, perdendo contro Beth Phoenix il 6 novembre 2009 in un episodio di Smackdown.

### nCw Femmes Fatales (2011)
Il 4 giugno 2011 Brittney Savage ha fatto il suo debutto per la nCw Femmes Fatales come Heel e ha tenuto un match contro Cherry Bomb. Dopo un match molto combattuto Brittney Savage si è assicurata la vittoria con un Illegal Roll-Up, mantenendosi al costume della rivale.

## Personaggio

### Mosse finali
- Blonde Blowout (Front Lungblower)[2]
- Jumping Cutter

### Manager
- Rick Cataldo[3]

### Wrestler assistiti
- Danny DeManto[2]

## Titoli e riconoscimenti
Women Superstars Uncensored
- WSU Tag Team Championship (1 - con Miss April)
- WSU Spirit Championship (3)
- J-Cup Tournament (2011)[9]

Pro Wrestling Illustrated
- 24º tra le 50 migliori wrestler singole nella PWI 500 (2012)